# DL모터스
DL모터스(디엘모터스, DL Motors Company)은 대한민국의 자동차 부품 제조 회사이다.

## 역사
- 1962년 : 일본 혼다 기연 공업과 기술제휴, 기아산업(현 기아) 시흥공장에서 "기아혼다"라는 브랜드명으로 국내 최초의 모터사이클(기아혼다 C100)을 생산
- 1970년 : 250cc급 모터사이클(혼다 CB250) 생산
- 1976년 : 기아산업의 이륜차 부문이 분리되어 기아기연이 설립
- 1978년 : 대림공업이 건립되어 같은 해 12월, 대림공업 부평공장이 준공
- 1980년 : 창원공장 준공
- 1982년 4월 : 1981년 2월 28일에 발표된 자동차공업 합리화조치에 따라 기아기연과 대림공업이 합병하여 지금의 "대림자동차공업"으로 상호가 변경, 이에 따라 브랜드명이 기아혼다에서 "대림혼다"로 바뀜.
- 1985년 12월 : 공장 일원화로 인해 부평공장이 창원공장으로 이전 및 통합을 하였다.
- 1989년 4월 : 자사에서 제1회 대림 스쿠터 레이스를 개최
- 1992년 6월 : 대림오토바이판매 주식회사를 합병
- 2000년 2월 : 본사를 서울특별시에서 경상남도 창원시로 이전
- 2004년 : 국내 최초로 250cc급 엔진을 얹은 스쿠터(대림 프리윙)를 생산 및 판매, 혼다와의 기술 이전 계약이 종료(대림혼다라는 브랜드명은 1990년대 중후반부터 사용량이 줄어들었거나 사용하지 않은 것으로 보이며, 2000년대부터 대림모터사이클이라는 브랜드명을 사용)
- 2009년 : 자체 개발한 수냉식 250cc급 단기통 엔진을 얹은 모터사이클(대림 VJF250) 출시
- 2012년 : 독자적인 로고 제정 및 대림그룹의 로고에서 독자적인 로고로 변경
- 2021년 1월 : "DL모터스"로 상호가 변경

## 자동차 부품

### 엔진
- 실린더 헤드 커버
  - 2.0 디젤엔진 및 2.2 디젤엔진
    - 현대 싼타페
    - 현대 투싼
    - 현대 NF쏘나타
    - 기아 로체
    - 기아 스포티지
    - 기아 카렌스

  - 2.5 디젤엔진
    - 현대 포터
    - 현대 그랜드 스타렉스

  - 3.3 가솔린엔진 및 3.8 가솔린엔진
    - 현대 베라크루즈
    - 현대 그랜저
    - 현대 싼타페
    - 현대 제네시스
    - 기아 오피러스

- 캠축
  - 2.5 디젤엔진
    - 현대 포터
    - 현대 그랜드 스타렉스

  - 3.3 가솔린엔진 및 3.8 가솔린엔진
    - 현대 베라크루즈
    - 현대 그랜저
    - 현대 싼타페
    - 현대 제네시스
    - 기아 오피러스
- 오일팬 부품
  - 2.0 가솔린엔진 및 2.4 가솔린엔진
    - 현대 NF쏘나타
    - 기아 로체
    - 기아 카렌스

  - 4.6 가솔린엔진
    - 현대 제네시스
    - 기아 모하비

  - 2.0 디젤엔진 및 2.2 디젤엔진
    - 현대 투싼IX
    - 현대 싼타페
    - 기아 쏘렌토R
    - 기아 스포티지
    - 기아 카니발

### 변속기
- 하우징
  - 자동변속기(후륜구동 및 사륜구동)
    - 현대 제네시스 쿠페
    - 기아 쏘렌토

  - 자동변속기
    - 현대 쏘나타
    - 현대 그랜저
    - 현대 에쿠스
    - 현대 싼타페
    - 기아 오피러스
    - 기아 카니발
    - 현대 베르나
    - 현대 아반떼
    - 현대 i30
    - 기아 프라이드
    - 기아 쎄라토
- 커버
  - 수동변속기
    - 현대 투스카니
    - 기아 쎄라토

  - 자동변속기
    - 현대 클릭
    - 현대 베르나
    - 현대 쏘나타
    - 현대 그랜저
    - 기아 오피러스
    - 기아 카니발
    - 현대 베르나
    - 현대 아반떼
    - 현대 i30
    - 기아 프라이드
    - 기아 쎄라토

### 수출 부품
- 슈퍼차저
  - 아우디
  - 재규어 자동차
- 클러치 하우징
  - Eaton
- LRC 하우징
  - Eaton
- 익스텐션 하우징
  - Jatco - 닛산 자동변속기(후륜구동 및 사륜구동) 차량

## 모터사이클 사진

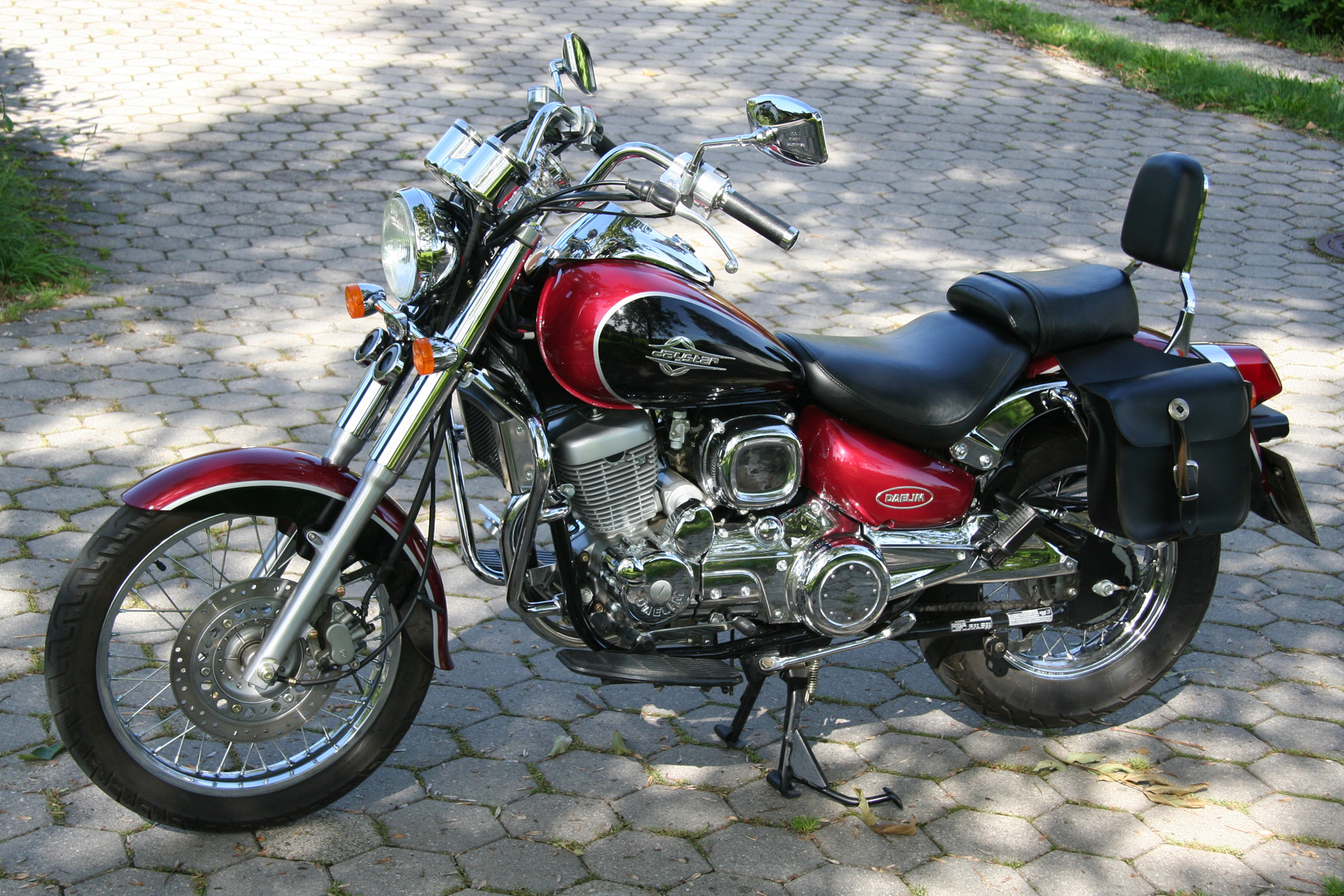
데이스타
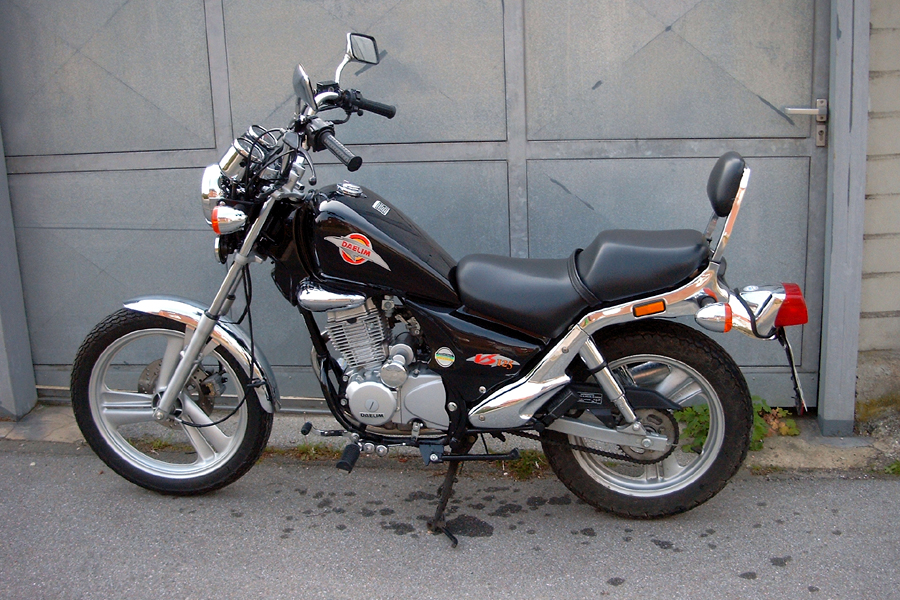
VS125
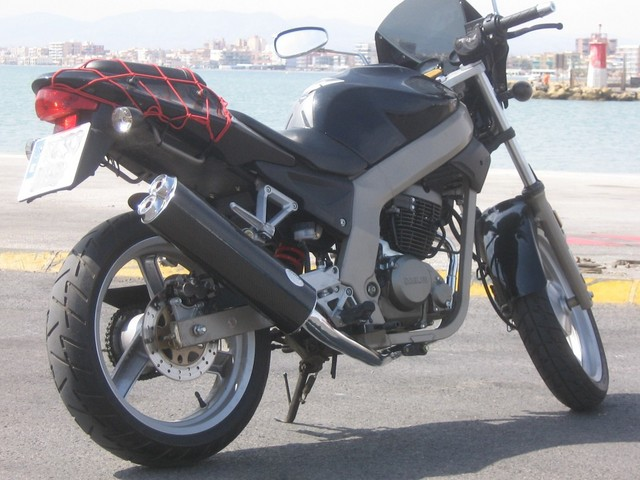
로드윈